# Albertus Antonie Nijland
Albertus (Albert) Antonie Nijland, né le 30 octobre 1868 à Utrecht (Pays-Bas) et mort le 18 août 1936, est un astronome néerlandais. Il est professeur d'astronomie à la Rijksuniversiteit Utrecht et directeur du Sterrewacht Sonnenborgh (maintenant le Sterrekundig Instituut) de l'université.

## Biographie
Nijland est né à Utrecht. En 1901, il participe à une expédition hollandaise à Karang Sago, à Sumatra, pour observer une éclipse solaire.
Il est reconnu pour ses observations d'étoiles variables et publie un certain nombre d'articles sur le sujet dans Astronomische Nachrichten et ailleurs de 1917 à 1936. Il propose de désigner les étoiles variables dans chaque constellation en utilisant un système de numérotation simple commençant par V1, V2, ... et ainsi de suite. Cependant, le système à deux lettres commençant par RR est déjà largement utilisé. En conséquence, les étoiles variables après QZ sont numérotées selon le système de Nijland en commençant par V335.
En 1923, Nijland devient membre de l'Académie royale néerlandaise des arts et des sciences.
Le cratère Nijland sur la Lune porte son nom.